# Черниш Микола Анатолійович
Микола́ Анато́лійович Черниш — майор Національної гвардії України, учасник російсько-української війни. Герой України (2025).

## Звання
Станом на 2015 рік — головний старшина.
У 2023 році — старший лейтенант.
У 2025 році — майор.

## Нагороди
- Звання Герой України з врученням ордена «Золота Зірка» (8 серпня 2025) — за особисту мужність і героїзм, виявлені у захисті державного суверенітету та територіальної цілісності України, самовіддане служіння Українському народові[1]
- Орден Богдана Хмельницького III ст. (17 травня 2024) — за особисту мужність і самовідданість, виявлені у захисті державного суверенітету та територіальної цілісності України, сумлінне і бездоганне служіння Українському народові[2]
- Орден «За мужність» III ст. (27 червня 2015) — За особисту мужність і високий професіоналізм, виявлені у захисті державного суверенітету та територіальної цілісності України, вірність військовій присязі[3]
- Медаль «За військову службу Україні» (15 лютого 2023) — за особисту мужність і самовідданість, виявлені у захисті державного суверенітету та територіальної цілісності України, сумлінне і бездоганне служіння Українському народові[4]